# Шале-а-Гобе (перевал)
Шале-а-Гобе (фр. Col du Chalet-à-Gobet) — перевал в пределах Швейцарского плато, расположенный на территории кантонов Во и Фрибур. Наивысшая точка (город Лозанна) — 872 метра над уровнем моря.
По местности проходит водораздел рек Роны и Рейна. Через перевал проходит участок автомагистрали А1, связывающий Лозанну с Берном. Постепенно повышается на севере и более круто спускается в сторону Лозанны и Женевского озера: средний уклон с севера составляет 2,6 % (высота 419 м, длина 16 км), с юга — 7,5 % (377 м, длина 5 км). Одно из сёл, расположенное на перевале в административных границах Лозанны, носит название Шале-а-Гобе.